# Blockausgleichung
Als Blockausgleichung oder Blockausgleich wird in der Photogrammetrie die gleichzeitige Ausgleichung zahlreicher Luftbilder (eines Bildblocks) bezeichnet.
Die Methodik wurde in den 1970er Jahren an mehreren technischen Hochschulen entwickelt und ersetzte die bis dahin vorherrschende Methode von Bildmodellen aus stereoskopischen Bildpaaren (jeweils zwei Fotogramme), die miteinander verbunden wurden.
Vorteile der seit etwa 1980 vorherrschenden Blockmethoden sind eine höhere Genauigkeit und eine geringere Anzahl der benötigten terrestrischen Passpunkte, ein gewisser Nachteil ist ihr wesentlich höherer Rechenaufwand.